# Grallaria milleri
A Grallaria milleri a madarak osztályának verébalakúak (Passeriformes) rendjébe és a hangyászpittafélék (Grallariidae) családjába tartozó faj.

## Rendszerezése
A fajt Frank Chapman amerikai ornitológus írta le 1912-ben.

## Alfajai
- Grallaria milleri gilesi P. G. W. Salaman, T. M. Donegan & R. Prys-Jones, 2009
- Grallaria milleri milleri Chapman, 1912[1]

## Előfordulása
Az Andok hegységben, Kolumbia területén honos.

## Megjelenése
Testhossza 16 centiméter.

## Természetvédelmi helyzete
Elterjedési területe kicsi, egyedszáma 1500-7000 példány közötti és csökken. A Természetvédelmi Világszövetség Vörös listáján sebezhető fajként szerepel.